# الصفيف (مبين)

تعديل مصدري - تعديل

الصفيف هي إحدى قرى عزلة الظفير بمديرية مبين التابعة لمحافظة حجة، بلغ تعداد سكانها 394 نسمة حسب تعداد اليمن لعام 2004.